# Ingrid Lorvik
Ingrid Lorvik, née le 21 février 1986 est une coureuse cycliste norvégienne, membre de l'équipe Hitec Products-Birk Sport. Elle a été championne de Norvège du contre-la-montre par équipes en 2014 avec Camilla Sørgjerd et Vibeke Dybwad pour le CK Victoria (no). Elle a participé aux championnats du monde sur route avec l'équipe de Norvège en 2013 et 2015.

## Palmarès

### Par année
- 2014
  - Championne de Norvège du contre-la-montre par équipes (avec Camilla Sørgjerd et Vibeke Dybwad)
  - 1re étape du Tour de Feminin - O cenu Ceskeho Svycarska
  - 3e du championnat de Norvège sur route
- 2015
  - 2e étaê de Gracia Orlova
  - 3e du championnat de Norvège sur route
- 2017
  - 3e du championnat de Norvège sur route
- 2019
  -  Championne de Norvège sur route

### Classements mondiaux
| Année                                 | 2013 | 2014 | 2015 | 2016 | 2017 | 2018 | 2019 | 2020 | 2021 | 2022  |
| ------------------------------------- | ---- | ---- | ---- | ---- | ---- | ---- | ---- | ---- | ---- | ----- |
| Classement UCI                        | 443e | 161e | 209e | nc   | 379e | 219e | 184e | 664e | nc   | 1155e |
| UCI World Tour                        |      |      |      | nc   | 199e | 186e | 247e | nc   | nc   | nc    |
|                                       |      |      |      |      |      |      |      |      |      |       |
| Légende : nc = non classéSource : UCI |      |      |      |      |      |      |      |      |      |       |